# Пончара
Пончара или Пончани (на албански: Ponçara или Ponçarë) е село в Албания, част от община Девол, област Корча.

## География
Селото е разположено на 15 километра източно от град Корча, по горното течение на река Девол в котловина между Грамос и Морава.

## История
Селото праща башибозук, който опожарява и разграбва съседните български села по времето на Илинденското въстание.
Георги Христов обозначава на картата си селото като Поганци.
Според Георги Константинов Бистрицки Поганци (Пончари) преди Балканската война има 70 албаномохамедански къщи.
На етническата карта на Костурското братство в София от 1940 година, към 1912 година Поганци е обозначено като албанско селище.
До 2015 година селото е част от община Божи град (Мирас).